# Kasztanowiec krwisty
Kasztanowiec krwisty, kasztanowiec pawia (Aesculus pavia L.) – gatunek rośliny z rodziny mydleńcowatych. Pochodzi ze wschodnich terenów Ameryki Północnej. Po skrzyżowaniu z kasztanowcem zwyczajnym utworzył mieszańca zwanego kasztanowcem czerwonym.

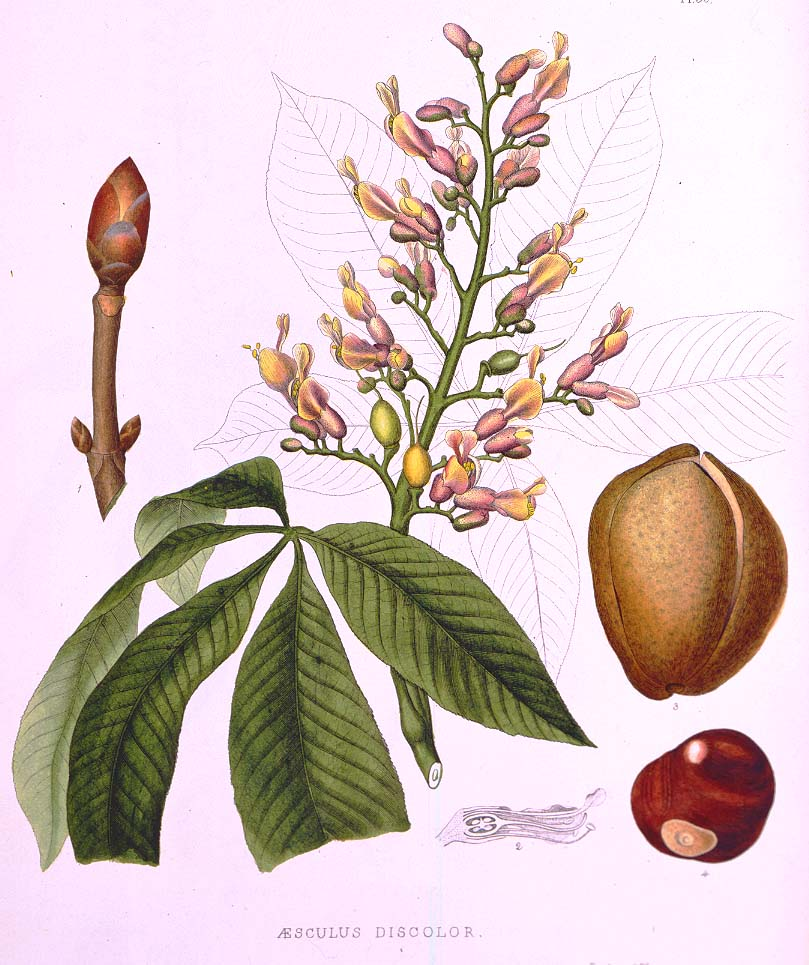
Morfologia

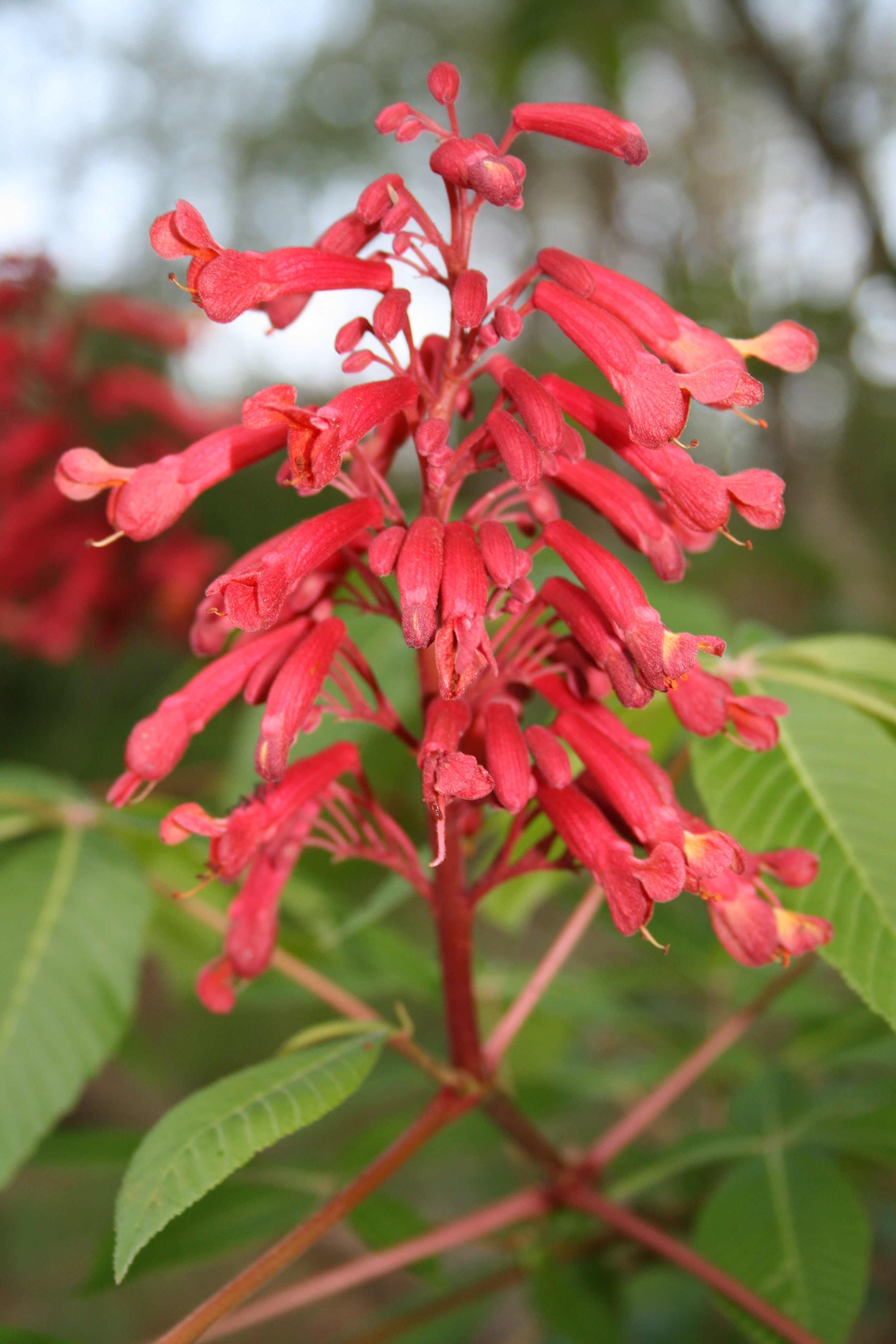
Kwiatostan

## Morfologia
Krzew lub małe drzewko o wysokości do 8 metrów. Pień o gładkiej korze, Liście duże, dłoniaste, z 5 wąskoeliptycznymi listkami. Jesienią przebarwiają się na czerwono. Kwiaty w kolorze czerwonym, zebrane w luźne wiechy. Brzegi płatków kwiatowych są gruczołkowato owłosione. Owoc gładki.

## Zastosowanie
Roślina ozdobna. W Polsce jest rzadko sadzony, gdyż jest wrażliwy na silne mrozy, suszę i zasolenie gleby. Uprawiany jest raczej w szkółkach jako materiał rodzicielski do wytworzenia kasztanowca czerwonego. Roślina ciepłolubna, zalecane strefy uprawy: 7-10. Oprócz typowej formy uprawiane są odmiany, np. `Atrosanquinea` o ciemniejszych, karmazynowych kwiatach.